# Zygmunt Bielski-Sariusz
Zygmunt Jan Bielski-Saryusz (ur. 2 maja 1869 w Widawie, zm. 12 kwietnia 1944 w Krakowie) – polski profesor mechaniki, rektor AGH.

## Życiorys

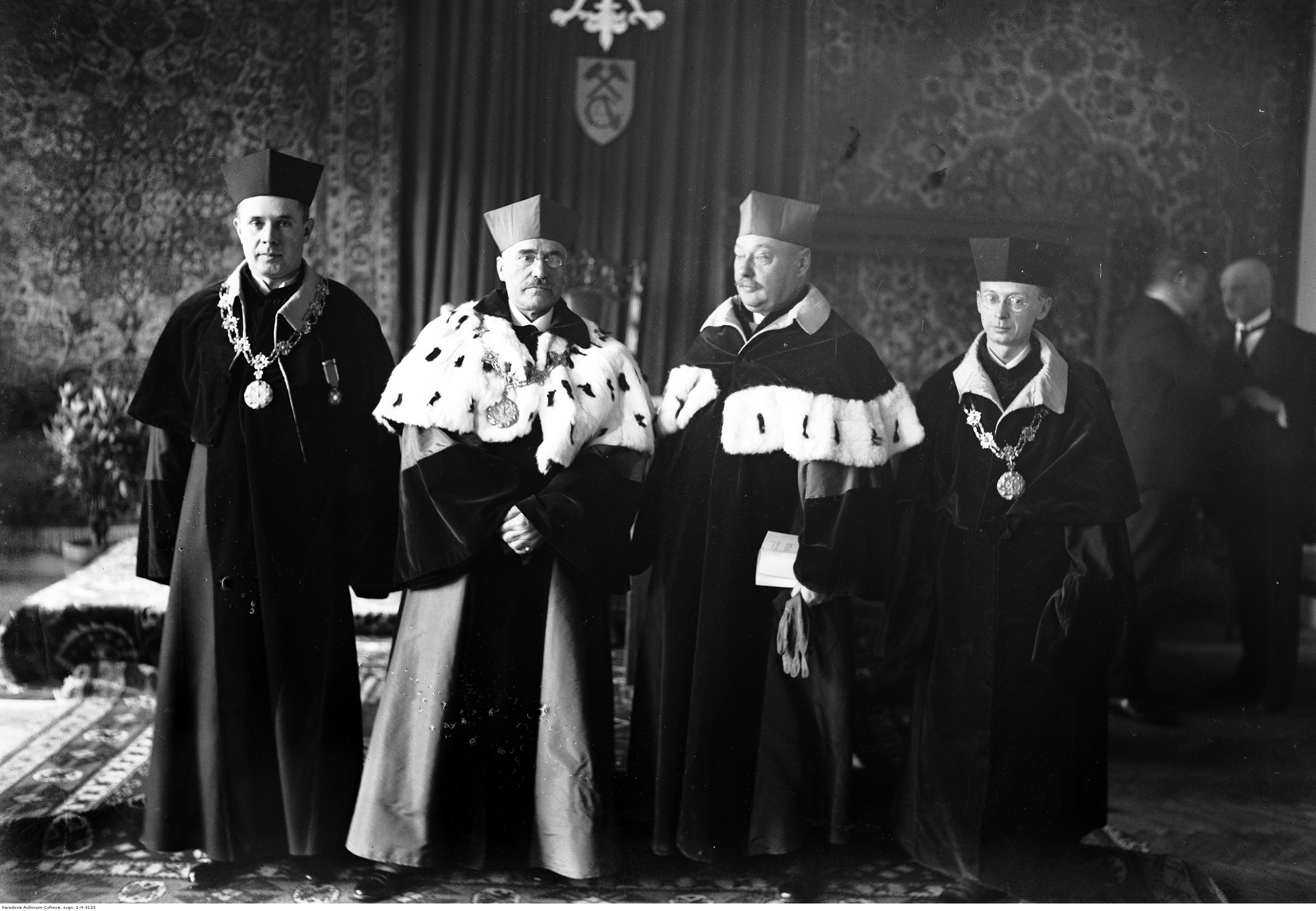
Senat Akademii Górniczej 1932r. Od lewej: dziekan Wydziału Górniczego Walery Goetel, rektor Zygmunt Saryusz-Bielski, prorektor Władysław Takliński, dziekan Wydziału Hutniczego Mieczysław Jeżewski

Był synem Wincentego i Marii z Karpińskich. Ukończył studia w 1892 na Wydziale Budowy Maszyn Szkoły Politechnicznej we Lwowie. Po studiach pracował w przemyśle wiertniczo-naftowym, ostatecznie zostając dyrektorem naczelnym Koncernu Naftowego „Małopolska” we Lwowie. W 1895 ożenił się z Jadwigą Żółcińską. W 1923 roku został Kierownikiem Katedry Wiertnictwa i Eksploatacji Nafty Akademii Górniczej w Krakowie, pełniąc jednocześnie obowiązki dyrektora kopalni nafty firmy „Premier”. W 1925 był współzałożycielem Stowarzyszenia Polskich Inżynierów Przemysłu Naftowego (późniejsze Stowarzyszenie Naukowo-Techniczne Inżynierów i Techników Przemysłu Naftowego i Gazowniczego) i trzykrotnie był jego prezesem do 1928 (wiceprezesem był m.in. inż. Kazimierz Ślączka). Od 1930 roku poświęcił się wyłącznie pracy na uczelni, a w latach 1931–1933 był rektorem AGH. Przed wyborami do Rady Miasta Krakowa z 1938 został prezesem Prezydium Polskiego Bloku Katolickiego. 6 listopada 1939 roku został aresztowany z innymi profesorami podczas Sonderaktion Krakau i wywieziony do Sachsenhausen. Po powrocie z obozu w lutym 1940 poświęcił się pracy naukowej i dydaktycznej, pracując jako wykładowca w Państwowej Szkole Technicznej Górniczo-Hutniczo-Mierniczej w Krakowie. Pochowany na cmentarzu Rakowickim w Krakowie.     

## Odznaczenia
- Krzyż Komandorski Orderu Odrodzenia Polski – 2 maja 1924[6] „w uznaniu zasług, położonych dla Rzeczypospolitej Polskiej na polu nauki oraz rozwoju przemysłu naftowego”[7]